# Шоффа, Вадим Николаевич
Вадим Николаевич Шоффа (1935—2016) — советский и российский учёный, доктор технических наук, профессор; академик Академии электротехнических наук РФ.
Автор более 330 печатных трудов, в том числе монографий, учебников, учебных и методических пособий, научных статей и докладов; 57 авторских свидетельств СССР и России, 30 патентов США, Японии, Германии, Великобритании и других стран.

## Биография
Родился 4 декабря 1935 года.
В 1960 году окончил Московский энергетический институт (электромеханический факультет, кафедра «Электрических аппаратов»). В 1968 году защитил кандидатскую диссертацию, а в 1983 году — докторскую. Ученую степень доктора технических наук получил в 1984 году. Старший научный сотрудник с 1971 года, профессор — с 1991 года. Работал на кафедре «Электрических и электронных аппаратов».
В. Н. Шоффа стал одним из основоположников в СССР научно-технического направления «Магнитоуправляемые герметизированные контакты (герконы) и герконовые электротехнические изделия». Являлся научным руководителем многих работ, направленных на решение теоретических и практических проблем, связанных с исследованием и разработкой сухих и ртутносмоченных герконов, а также электрических аппаратов на их основе.
Вадим Николаевич был членом правления магнитного общества СССР, принимал участие в рабочих группах различных ведомств, был членом
Государственных комиссий по приемке НИР и ОКР; выступал с докладами на научно-технических конференциях, конгрессах и симпозиумах. Подготовил 8 кандидатов наук, являлся консультантом защищенной докторской диссертации.
С 1990 года в рамках договора о сотрудничестве между Россией и Польшей В. Н. Шоффа участвовал в совместной работе с университетом «Вроцлавская политехника», за что в 2000 году ректором вроцлавского вуза был награжден почетным золотым знаком.
Умер 11 октября 2016 года в Москве.

## Заслуги
- Заслуженный профессор МЭИ[4].
- Лауреат премии Правительства Российской Федерации в области науки и техники (2002)[5]
- Заслуженный деятель науки Российской Федерации (2002)
- Награждён медалями «Ветеран труда», «В память 850-летия Москвы», знаком «Изобретатель СССР», многими дипломами и почетными грамотами Министерства образования и Московского энергетического института.
- Также награждён золотой, двумя серебряными и бронзовой медалями ВДНХ СССР.